# Bundesliga
La Bundesliga, o anche Erste Bundesliga (dal tedesco: Prima lega federale), è la massima serie professionistica del campionato tedesco di calcio. Dipende organizzativamente dalla Deutsche Fußball Liga GmbH e disciplinarmente dalla Deutscher Fußball-Bund, la federcalcio tedesca. Comprende 18 squadre.
Se il campionato risale all'inizio del XX secolo, la Bundesliga iniziò solo nell'agosto 1963: l'edizione 1963-1964, difatti, fu la prima a girone unico. Sulla continuità dei titoli la DFB è ambigua, dato che riconosce un unico albo d'oro, ma dà più peso ai titoli di Bundesliga, come per l'assegnazione delle stelle.
Sono 58 i club che hanno disputato fino a oggi la competizione. La squadra più vittoriosa è il Bayern Monaco, vincitrice di 34 edizioni, di cui solo una antecedente la fondazione della lega. Bayern Monaco e Werder Brema sono le squadre che hanno disputato più edizioni del torneo.
Al termine della stagione 2023-2024 la Bundesliga occupa il 4º posto nel ranking UEFA per competizioni di club.

## Formula
Alla massima divisione del campionato tedesco partecipano 18 squadre, che si affrontano in gare di andata (da agosto a dicembre) e ritorno (da gennaio a maggio): è prevista una lunga pausa invernale. Dalla stagione 1995-96 il regolamento assegna tre punti alla squadra vincitrice dell'incontro, zero punti a quella sconfitta e un punto a entrambe in caso di pareggio.
La squadra campione di Germania conquista il Deutsche Meisterschale, e viene ammessa alla fase a gironi della UEFA Champions League. Ai fini dell'accesso alla Champions sono utili anche i piazzamenti dal secondo al quarto posto. La quinta squadra partecipa alla UEFA Europa League insieme alla vincitrice della Coppa nazionale; la vincitrice della coppa e la quinta classificata accedono direttamente alla fase a gironi mentre la sesta classificata ha invece accesso al playoff di Conference League. Le ultime due squadre classificate retrocedono in 2. Fußball-Bundesliga, mentre la terzultima disputa uno spareggio contro la 3ª classificata della seconda divisione.
In caso di arrivo in parità, i criteri per la compilazione della classifica finale sono:
1. Differenza reti;
2. Maggior numero di gol segnati;
3. Scontri diretti;
4. Gol segnati in trasferta nei confronti diretti;
5. Gol segnati in trasferta.

### Numero di partecipanti
- 1963-1965: 16 club
- 1965-1991: 18 club
- 1991-1992: 20 club
- 1992-oggi: 18 club

## Storia
Come praticamente tutte le nazioni d'Europa, i primi campionati di calcio in Germania si svolgono in due turni: si inizia con una fase locale o regionale, e in seguito i vincitori di questa si sfidano tra di loro per conquistare il titolo nazionale. A ogni modo nel 1963, anno di creazione della Bundesliga, è rimasta nel continente quasi solo la Germania, o meglio la Germania Ovest, a non avere un unico girone all'italiana che riunisca in sé tutte le migliori squadre del Paese.

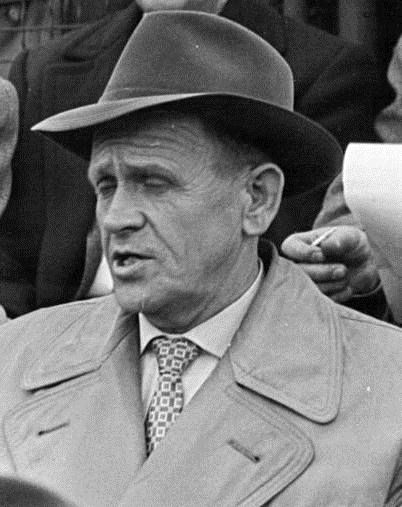
Sepp Herberger, che guidò la Germania Ovest alla vittoria del Mondiale 1954, sostenitore della necessità di un unico campionato nazionale.

Storicamente in Germania nacque prima la Verbandsliga, sostituita tra il 1933 e il 1944 dalla Gauliga; questa si estendeva su tutto il territorio occupato dalla Germania nazista, perciò vi parteciparono anche delle squadre oggi facenti parte di altri campionati, una su tutte il Rapid Vienna, compagine austriaca che vinse il titolo nella stagione 1940-1941.
Nel dopoguerra la Germania fu divisa, ma, mentre nella parte orientale nasceva quasi subito la DDR-Oberliga, in quella occidentale partivano nel 1945 l'Oberliga Süd e la Südwest, a cui seguiva l'anno dopo la Berlin, e infine nel 1947 si aggiungevano la West e la Nord. Come in passato, però, ciascuno di questi tornei laureava il proprio campione, e in una seconda fase solo le migliori squadre di ciascuno di essi, generalmente due, si sfidavano tra di loro per conquistare il titolo nazionale.
Un primo tentativo di cambiamento si verificava però già nel 1949: fu l'allora presidente del Colonia, Franz Kremer, a esprimersi a favore della creazione di un unico campionato nazionale. Un altro sostenitore dell'idea era Sepp Herberger, l'allenatore della Nazionale tedesca che nel 1954 conquistò il Mondiale svizzero compiendo il Miracolo di Berna. Costui caldeggiava anche l'introduzione del professionismo, e credeva che entrambi questi cambiamenti fossero indispensabili per trattenere i migliori giocatori, necessari sia per vincere a livello internazionale che per formare una Nazionale competitiva. Tuttavia fu solo nel 1957 che iniziò un primo tentativo, poi fallito, di dar vita a un unico torneo nazionale. Un altro autorevole parere favorevole lo espresse anche Hermann Neuberger, che era membro della DFB, organismo di cui in futuro sarebbe diventato presidente.

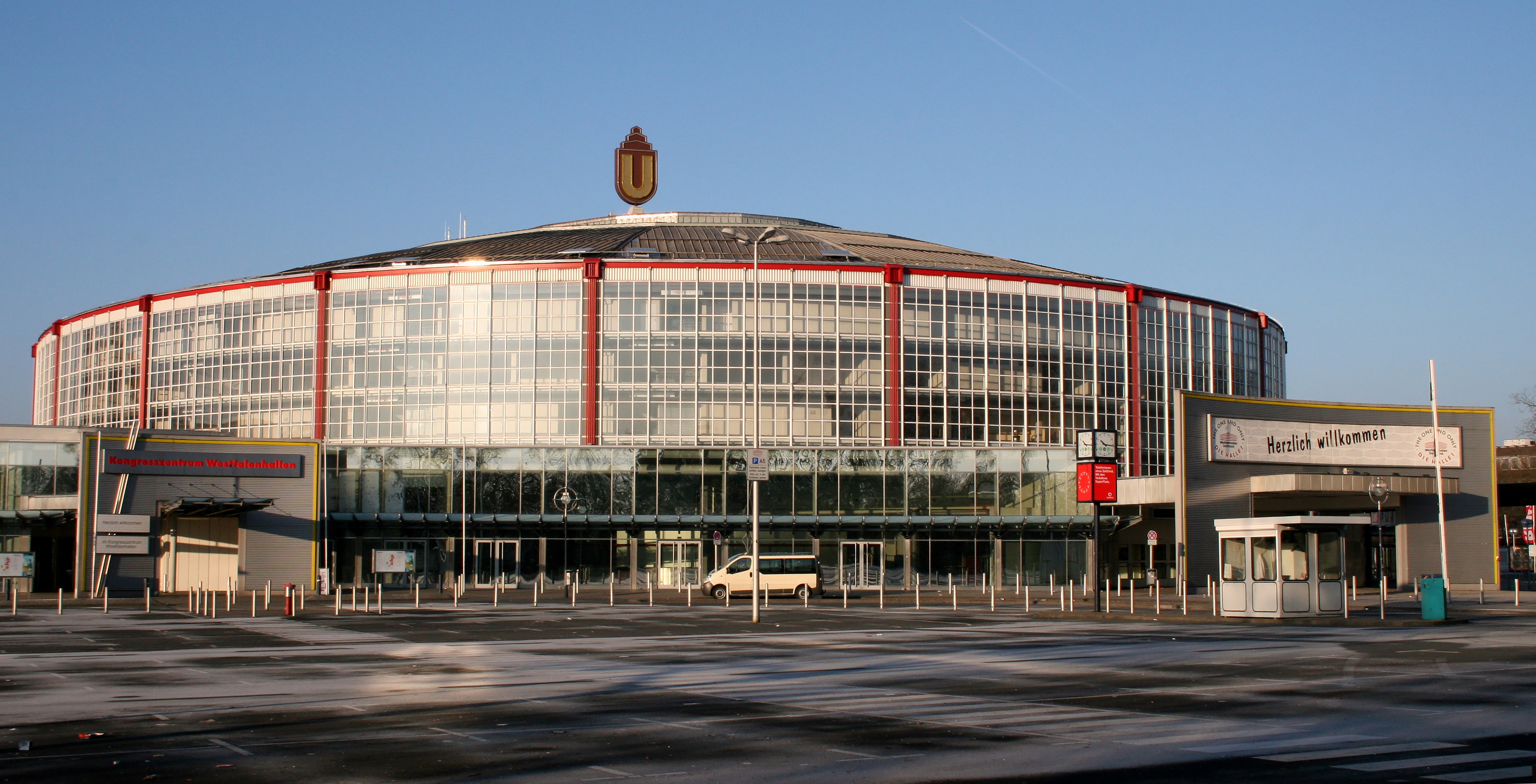
Il Westfalenhalle a Dortmund, dove viene fondata la Bundesliga il 28 luglio 1962.

L'impulso definitivo arriva però solo nell'estate del 1962, in seguito all'eliminazione della Nazionale dal Mondiale cileno. Il progetto ottiene la necessaria approvazione al Westfalenhalle di Dortmund il 28 luglio di questo anno, e in questa sede viene prevista anche l'introduzione di una sorta di professionismo. Viene deciso che il nuovo campionato partirà dalla stagione 1963-1964, e che sarà composto da sedici squadre di altrettante città diverse; esse verranno poi scelte, non senza polemiche, in base ai risultati conseguiti dalle stesse negli ultimi anni. I rimanenti club delle Oberligen andranno invece a formare il nuovo secondo livello, la Regionalliga, che condividerà con il vecchio massimo torneo la stessa suddivisione geografica; ci saranno quindi cinque gironi a fronte di due sole promozioni, pertanto saranno necessari i play-off.
Così la prima giornata della Bundesliga si gioca il 24 agosto 1963, mentre il primo gol è segnato da Timo Konietzka del Borussia Dortmund dopo meno di un minuto dall'inizio della partita, che è giocata contro il Werder Brema. Questa prima stagione viene dominata dal Colonia, ma già nella successiva, che viene invece vinta dal Werder, si presenta un problema: l'Hertha Berlino viene scoperto a effettuare dei pagamenti irregolari verso alcuni dei suoi calciatori, e viene pertanto retrocesso. Si decide in primo luogo di allargare il campionato a diciotto squadre, per non dover scegliere chi retrocedere tra il Karlsruhe e lo Schalke 04, e poi di ripescare una squadra di Berlino Ovest, in modo da non lasciare la città senza una sua rappresentante. La prescelta è il Tasmania, che però accumula una serie di record negativi, alcuni dei quali a tutt'oggi ineguagliati, e retrocede in Regionalliga dopo una sola stagione.

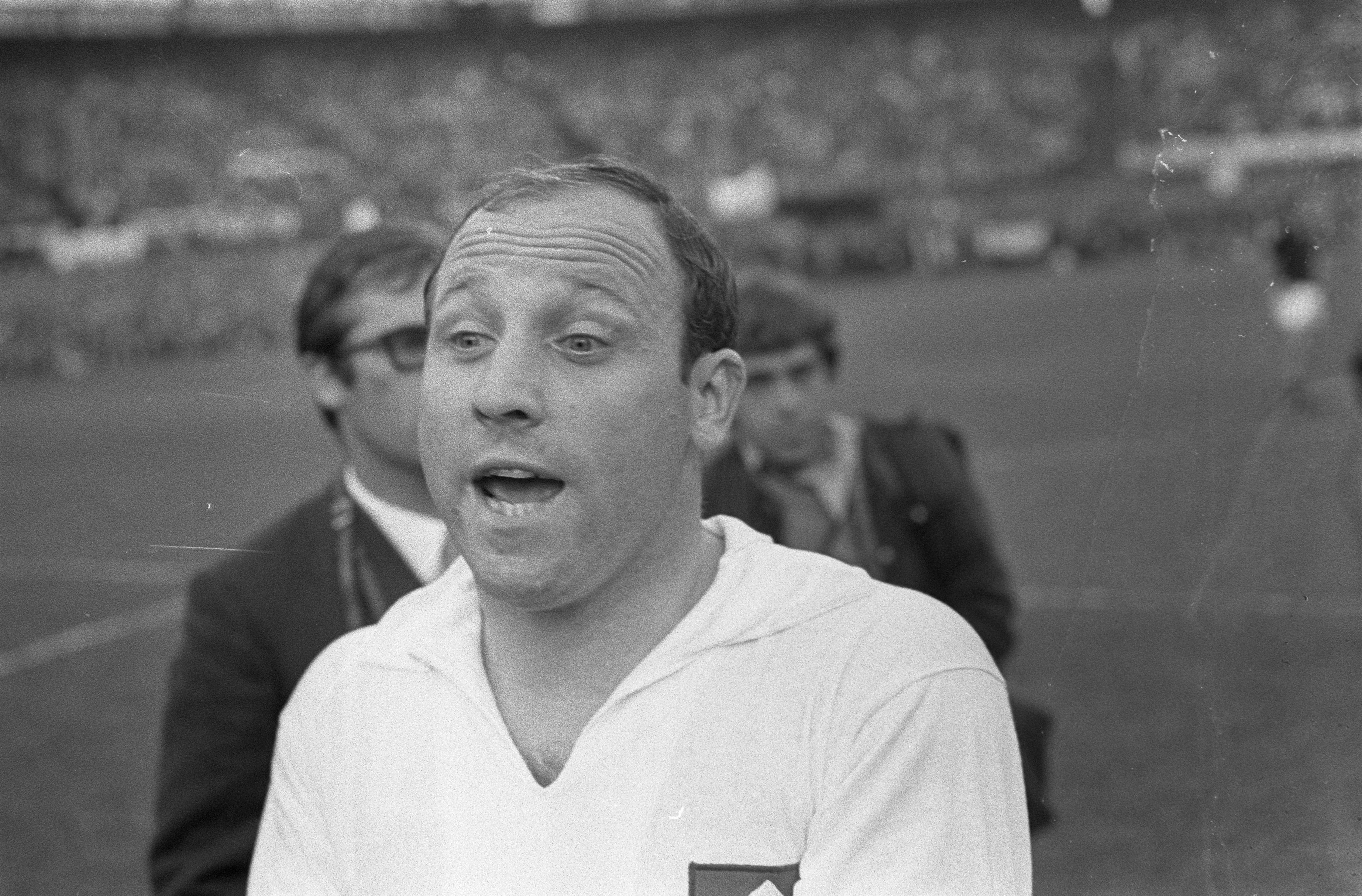
Uwe Seeler, primo capocannoniere del nuovo torneo, in una foto del 1968.

Questo titolo viene vinto dal Monaco 1860, ma ci sono almeno due motivi per ricordare la stagione: il primo è l'esordio di Bayern Monaco e Borussia Mönchengladbach, due squadre che domineranno presto il calcio tedesco e non solo, mentre Il secondo è la conquista del primo trofeo internazionale da parte di una squadra tedesca, la Coppa delle Coppe; questa viene vinta dal Borussia Dortmund grazie anche ai quattordici gol di Lothar Emmerich, miglior marcatore anche in campionato. Nella stagione successiva lo stesso trofeo viene sollevato dal Bayern Monaco, squadra in cui comincia a mettersi in luce Gerd Müller, capocannoniere in campionato insieme a Emmerich. Il titolo 1967 e il successivo vengono conquistati da due squadre che non si ripeteranno più in Bundesliga, prima l'Eintracht Braunschweig e poi il Norimberga, che ottiene il nono successo ma retrocede in Regionalliga da campione in carica; un'altra squadra che aveva avuto buoni risultati fino a poco prima, il Monaco 1860, lo segue in quella successiva. Intanto anche l'Amburgo era arrivato a disputare la finale della Coppa delle Coppe nell'edizione 1967-1968: i tedeschi erano stati sconfitti a Rotterdam dal Milan, ma Uwe Seeler era comunque risultato il miglior marcatore della manifestazione.

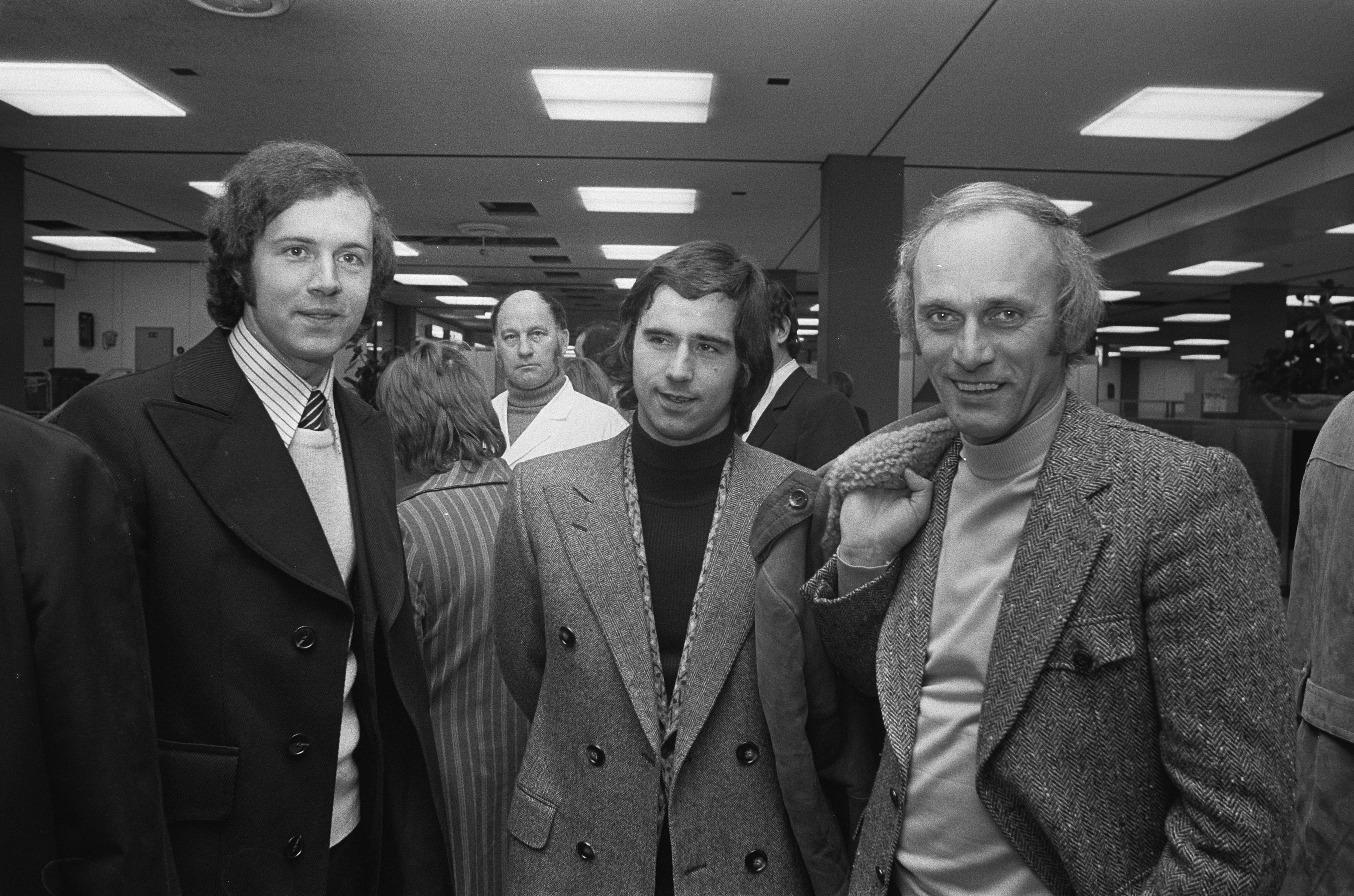
Franz Beckenbauer, Gerd Müller e Udo Lattek nel 1973.

Inizia ora il periodo in cui le due squadre di cui si parlava in precedenza monopolizzano il campionato: comincia il Bayern Monaco di Branko Zebec, che realizza il double nel 1969, ed è seguito l'anno successivo dal Borussia Mönchengladbach di Hennes Weisweiler, vincitore del campionato. Sono anni in cui Müller è sempre il miglior bomber in Germania Ovest, ma nel 1970 lo è anche a livello europeo: conquista quindi la sua prima Scarpa d'oro, e poco dopo anche il prestigioso Pallone d'oro. Intanto sulla panchina dei bavaresi viene chiamato Udo Lattek, giovane allenatore che mai aveva guidato un club: la squadra è subito protagonista in un testa a testa con i campioni in carica nel campionato 1970-1971 che si risolve solo all'ultima giornata, a favore però di questi ultimi.
Questa edizione sarà comunque ricordata anche per la scoperta di uno scandalo che coinvolge molti calciatori e dirigenti, alcuni dei quali duramente puniti: qualche club cerca di evitare a ogni costo la retrocessione in un campionato, la Regionalliga, poco più che dilettantistico, e altri si offrono di aiutarlo in cambio di denaro. Per evitare il ripetersi di episodi simili viene decisa la creazione della Zweite Bundesliga, campionato anch'esso professionistico e su base nazionale, inoltre viene abolito il tetto agli ingaggi che era stato in vigore fino a quel momento.
A questi due titoli consecutivi dei Puledri ne seguono tre dei bavaresi, che cominciano la serie vincendo il campionato 1971-1972 segnando centouno gol, record che resiste tutt'oggi; a livello personale Franz Beckenbauer vince il suo primo Pallone d'oro, mentre Müller, autore di quaranta gol, la seconda Scarpa d'oro.

Berti Vogts, capitano e bandiera del Borussia M'gladbach negli anni settanta, supera il portiere del Torino Luciano Castellini durante Torino-Borussia di Coppa Campioni il 20 Ottobre 1976.

Contemporaneamente queste squadre cominciano a farsi notare nella Coppa dei Campioni, soprattutto il Bayern, che trionfa nell'edizione 1973-1974 sconfiggendo 4-0 l'Atlético Madrid a Bruxelles nella ripetizione della finale. Aveva suscitato invece polemiche l'eliminazione del Borussia dalla Coppa dei Campioni 1971-1972: la squadra aveva battuto 7-1 al Bökelbergstadion l'Inter, ma Roberto Boninsegna era stato colpito da una lattina lanciata dagli spalti e l'incontro era stato per questo annullato. Successivamente i tedeschi vengono sconfitti 4-2 a Milano, mentre la ripetizione della partita di andata si conclude 0-0 sul neutro di Berlino, pertanto ad avanzare sono gli italiani. Il Bayern conquista il secondo trofeo di fila nel 1975, ma questa volta c'è Dettmar Cramer in panchina; purtroppo però la partita, giocata a Parigi contro il Leeds United, sarà ricordata anche per gli incidenti provocati dai tifosi inglesi fuori e dentro lo stadio.

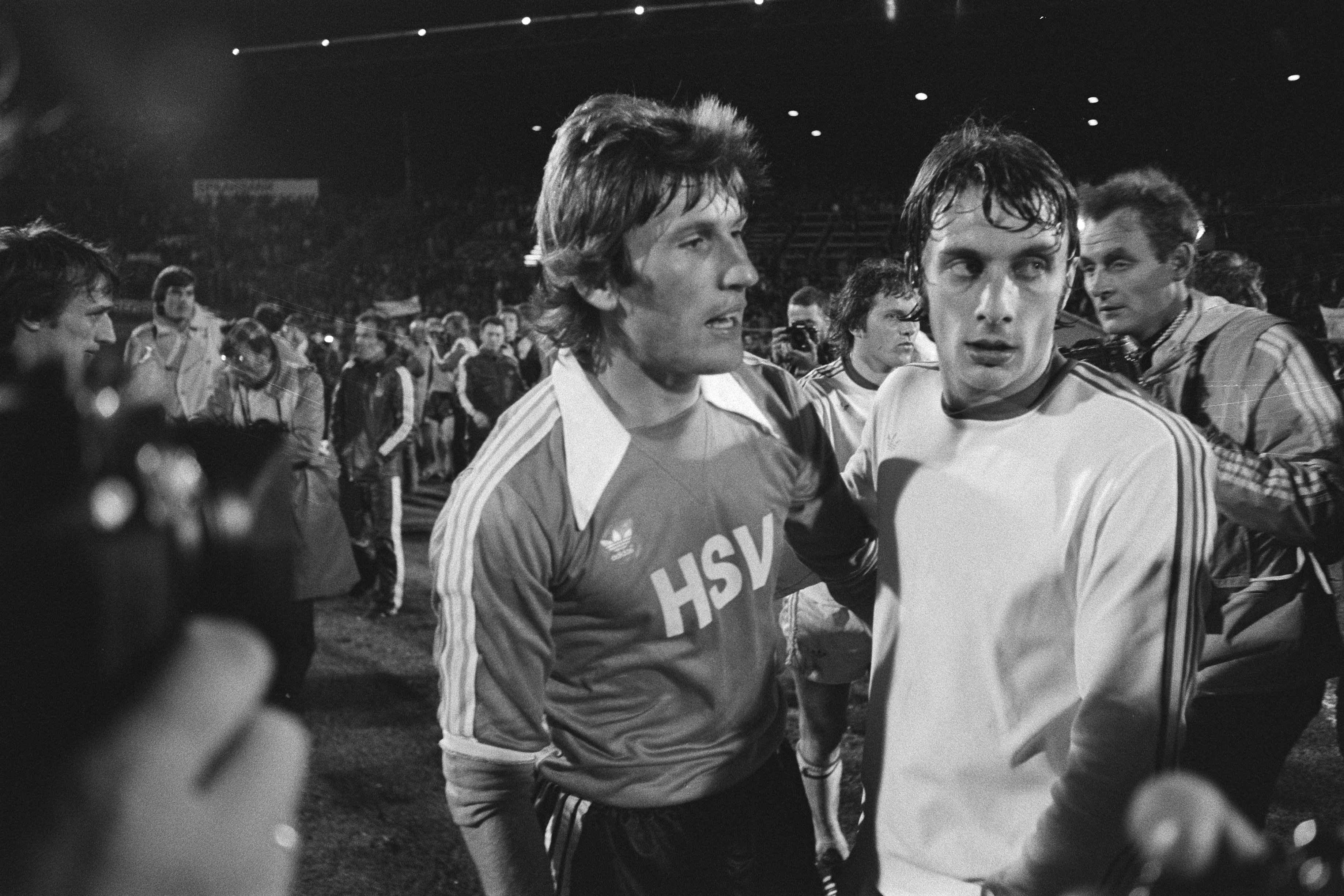
Manfred Kaltz con la maglia dell'Amburgo prima della finale della Coppa delle Coppe 1976-1977, insieme a Gilbert Van Binst dell'; Kaltz è anche il miglior rigorista di sempre nella Bundesliga.

Intanto in campionato torna a vincere il Borussia, che trionfa anche in Coppa UEFA: stagione certamente da ricordare per Jupp Heynckes, capocannoniere in entrambi i tornei. Dopo questi successi Weisweiler lascia, e viene sostituito proprio da Lattek; con lui alla guida la squadra si aggiudica anche il campionato 1975-1976 e quello successivo. Nello stesso tempo, invece, il Bayern conquista sia la terza Coppa dei Campioni consecutiva che la Coppa Intercontinentale, mentre Beckenbauer vince il suo secondo Pallone d'oro e l'Amburgo raggiunge le semifinali della Coppa UEFA 1975-1976. I bavaresi vengono eliminati nei quarti della Coppa dei Campioni 1976-1977, ma anche questa volta una squadra tedesca raggiunge la finale: è il Borussia. Anche se a Roma i Puledri sono sconfitti dal Liverpool, un trofeo arriva comunque in Germania Ovest: lo conquista l'Amburgo, che ad Amsterdam vince la Coppa delle Coppe. Nella stagione successiva i Reds sconfiggono nettamente gli anseatici nella Supercoppa UEFA, ma decidono di non partecipare alla Coppa Intercontinentale lasciando così il campo libero alla squadra di Mönchengladbach, che tuttavia viene sconfitta nel doppio confronto.

Il goal di Allan Simonsen contro il Liverpool nella finale della Coppa dei Campioni 1976-1977.

Nella seconda metà degli anni settanta il Pallone d'oro viene conquistato regolarmente da giocatori che militano in questo campionato: a Beckenbauer seguono infatti il danese Allan Simonsen del Borussia Mönchengladbach nel 1977, e l'inglese Kevin Keegan dell'Amburgo nel 1978 e nel 1979. Intanto nel campionato 1977-1978 il Colonia di Hennes Weisweiler riesce a spezzare il duopolio Bayern-Borussia e a conquistare il titolo, finendo comunque a pari punti con questi ultimi, vincitori dei tre campionati precedenti. Il titolo viene così assegnato in base alla differenza reti, e a nulla serve la vittoria per 12-0 dei Puledri contro il Borussia Dortmund nell'ultima giornata, che rimane però la migliore di sempre in Bundesliga. In questa stagione Gerd Müller è capocannoniere per la settima e ultima volta in carriera, e insieme a lui c'è anche Dieter Müller, unico giocatore capace di realizzare sei gol in una sola partita, record che resiste tuttora. L'anno seguente è invece l'Amburgo di Branko Zebec a finire davanti a tutti, inoltre in questa stagione due squadre tedesche arrivano in finale in campo europeo: il Borussia Mönchengladbach, che vince la sua seconda Coppa UEFA, e il Fortuna Düsseldorf, che viene invece sconfitto nella Coppa delle Coppe.

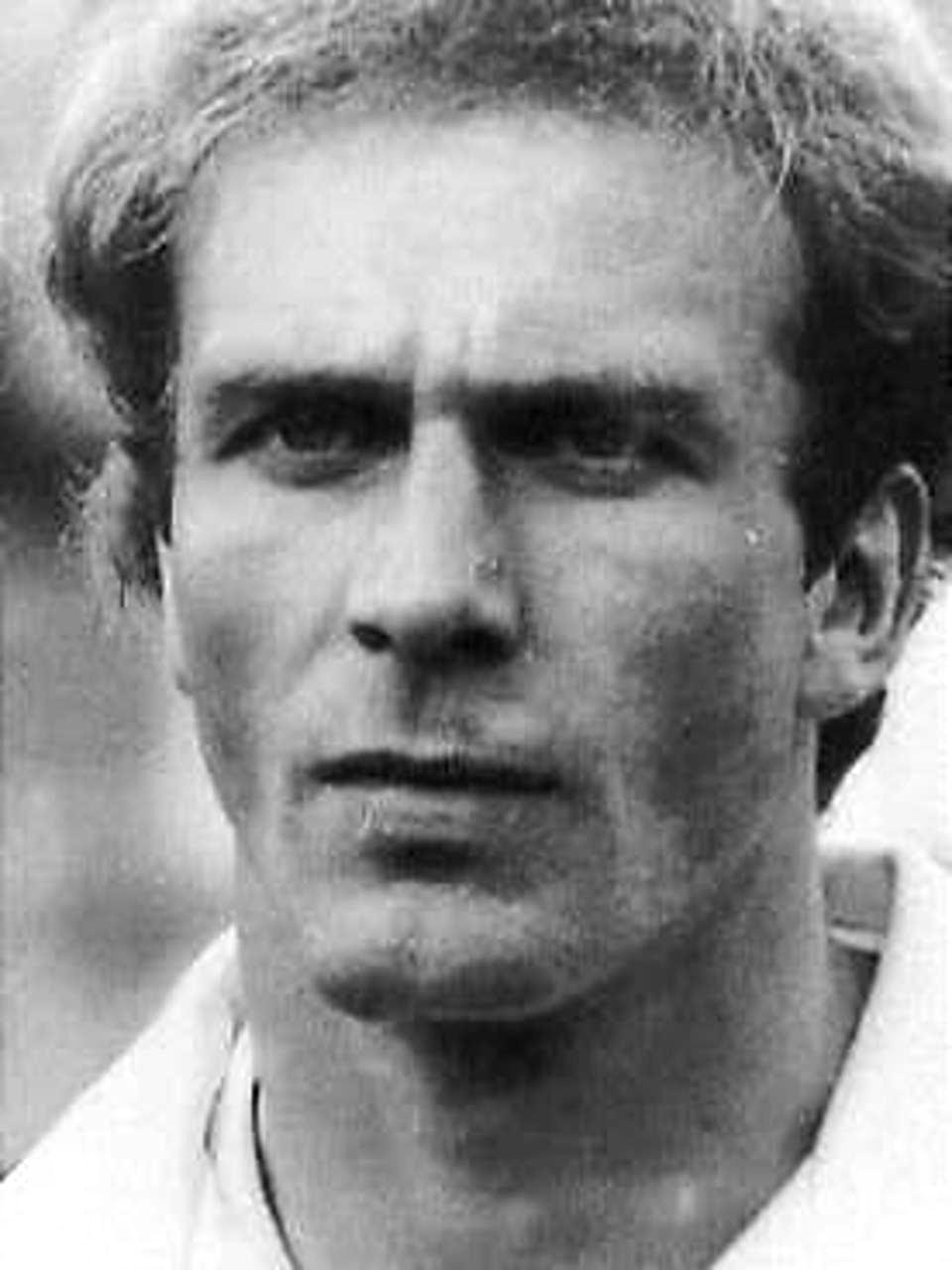
Karl-Heinz Rummenigge nel 1982.

Nella stagione 1979-1980 fa il suo esordio il Bayer Leverkusen, mentre il titolo viene vinto da un Bayern Monaco profondamente rinnovato; questa squadra, che è guidata dall'ungherese Pál Csernai, è conosciuta come FC Breitnigge perché ha come leader in campo Paul Breitner e Karl-Heinz Rummenigge. I bavaresi arrivano anche in semifinale nella Coppa UEFA, e qui trovano altre tre squadre militanti in questo campionato. A vincere il trofeo è l'Eintracht Francoforte, tuttavia non meno importante è il cammino dell'Amburgo nella Coppa dei Campioni: la squadra raggiunge la finale, ma a Madrid viene battuta nel dal Nottingham Forest, squadra che è al secondo successo consecutivo nella manifestazione.
Intanto anche all'inizio degli anni ottanta il Pallone d'oro viene vinto sempre da giocatori della Bundesliga, con Rummenigge che è premiato nel 1980 e nel 1981. La stagione 1980-1981 è l'unica alla quale non partecipa il Werder Brema, e segna inoltre la prima retrocessione dello Schalke 04, mentre nella successiva due squadre tedesche arrivano a disputare la finale in una competizione europea: il Bayern a Rotterdam nella Coppa dei Campioni e l'Amburgo di Ernst Happel nella Coppa UEFA; a sollevare i trofei sono però in entrambi i casi gli avversari, rispettivamente l'Aston Villa e l'IFK Göteborg.
L'Amburgo riesce comunque a vincere il campionato e si ripete anche nella stagione successiva; qui raggiunge anche una nuova finale europea, questa volta nella più prestigiosa Coppa dei Campioni: ad Atene, poi, basta un gol di Felix Magath per battere la Juventus e conquistare il trofeo. Il campionato 1983-1984 vede arrivare a in vetta a pari punti tre squadre, ma è lo Stoccarda a prevalere per la miglior differenza reti.

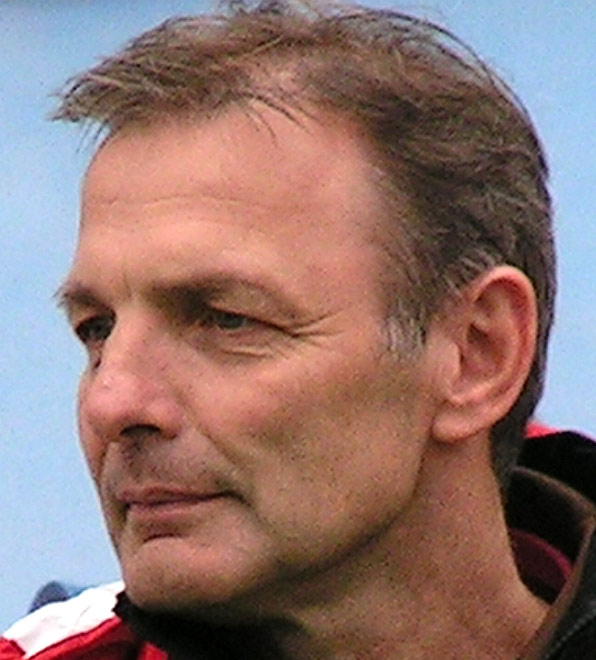
Karl-Heinz Körbel, primatista di presenze in Bundesliga, tutte con la maglia dell'Eintracht Francoforte.

Il Bayern Monaco ritorna al successo nel campionato 1984-1985, nuovamente con Udo Lattek in panchina; questo è comunque solo il primo di tre titoli consecutivi. I bavaresi ritornano inoltre a disputare una finale continentale, quella della Coppa dei Campioni 1986-1987: a Vienna è però il Porto a sollevare il trofeo, anche grazie a un famoso gol di tacco realizzato da Rabah Madjer. In precedenza anche il Colonia era arrivato all'ultimo atto in una competizione europea, nella Coppa UEFA 1985-1986, ma era qui stato battuto dal Real Madrid.

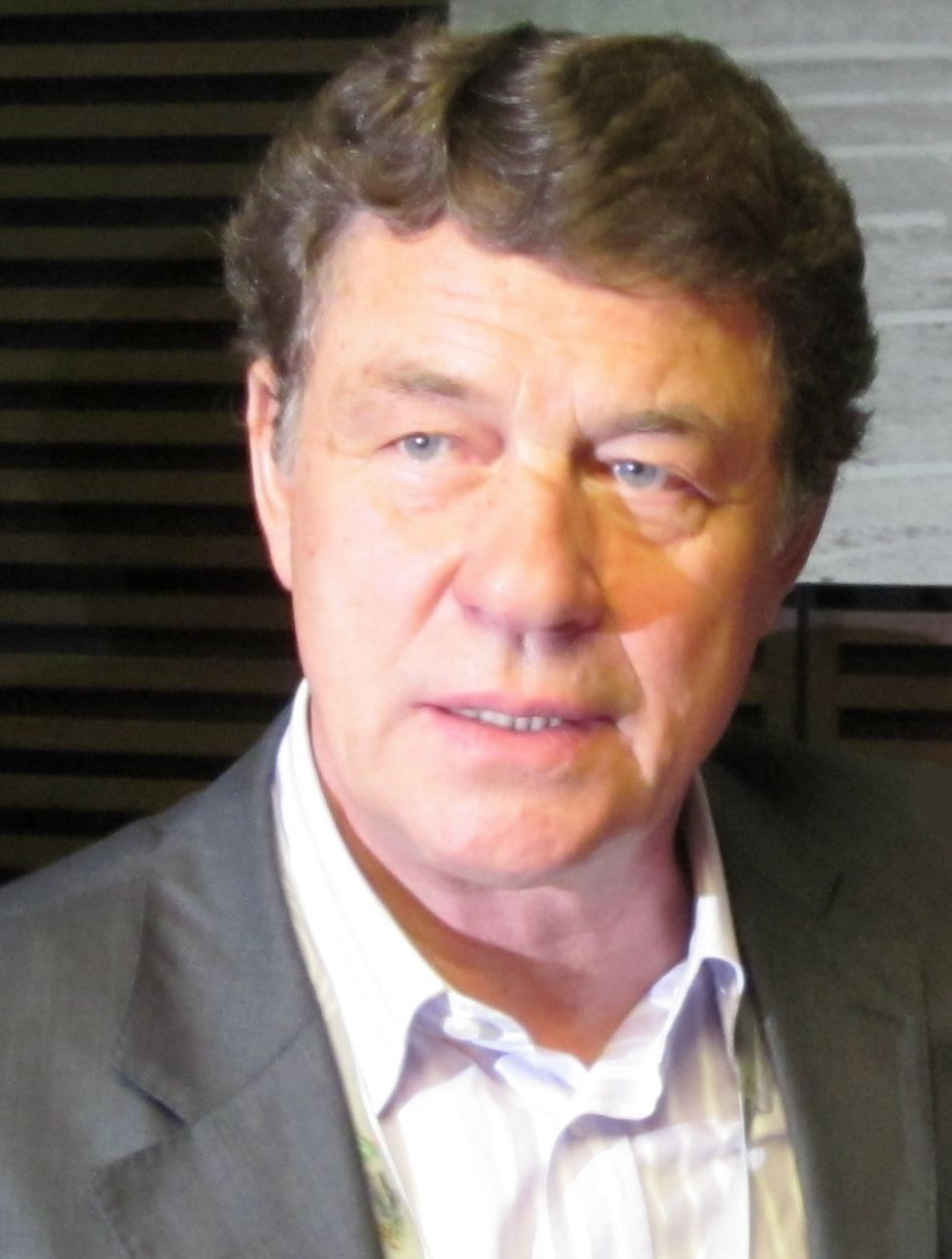
Otto Rehhagel, l'allenatore con più panchine in Bundesliga.

Lattek lascia, e il Bayern torna al successo due anni dopo: infatti il titolo 1987-1988 viene conquistato dal Werder Brema di Otto Rehhagel, mentre successivamente è Jupp Heynckes a guidare i bavaresi alla vittoria di due campionati di fila. In questo periodo c'è gloria anche per il Bayer Leverkusen, che conquista la Coppa UEFA 1987-1988 battendo nel doppio confronto l'Espanyol. I tedeschi avevano perso l'incontro di andata per 3-0, ma riescono a rimontare in quello di ritorno; l'impresa non riesce invece allo Stoccarda l'anno successivo nella finale della stessa competizione contro il Napoli di Diego Armando Maradona. Il campionato 1990-1991 viene poi vinto dal Kaiserslautern, con Karl-Heinz Feldkamp che assume la guida della squadra solo in febbraio.
Intanto però la Germania si è riunificata, e quindi dalla stagione 1991-1992 partecipano al campionato anche le squadre dell'ex Germania Est, a cominciare dall'Hansa Rostock, vincitore dell'ultima edizione della DDR-Oberliga, e dalla Dinamo Dresda seconda classificata; il numero delle squadre passa così momentaneamente a venti. Questa prima edizione allargata finisce con tre squadre in vetta, ma il titolo va allo Stoccarda; brutta annata invece per il Bayern, che conclude al decimo posto, facendo inoltre ricorso a ben tre tecnici. In Europa, invece, il Werder, sempre condotto da Rehhagel, conquista la Coppa delle Coppe, a cui fa seguito il terzo titolo nella stagione successiva. Infine, a tre anni dall'ultimo successo, il Bayern torna a vincere il titolo nell'edizione 1993-1994: è l'ex bandiera Franz Beckenbauer a guidare la squadra al successo, subentrando a stagione in corso.

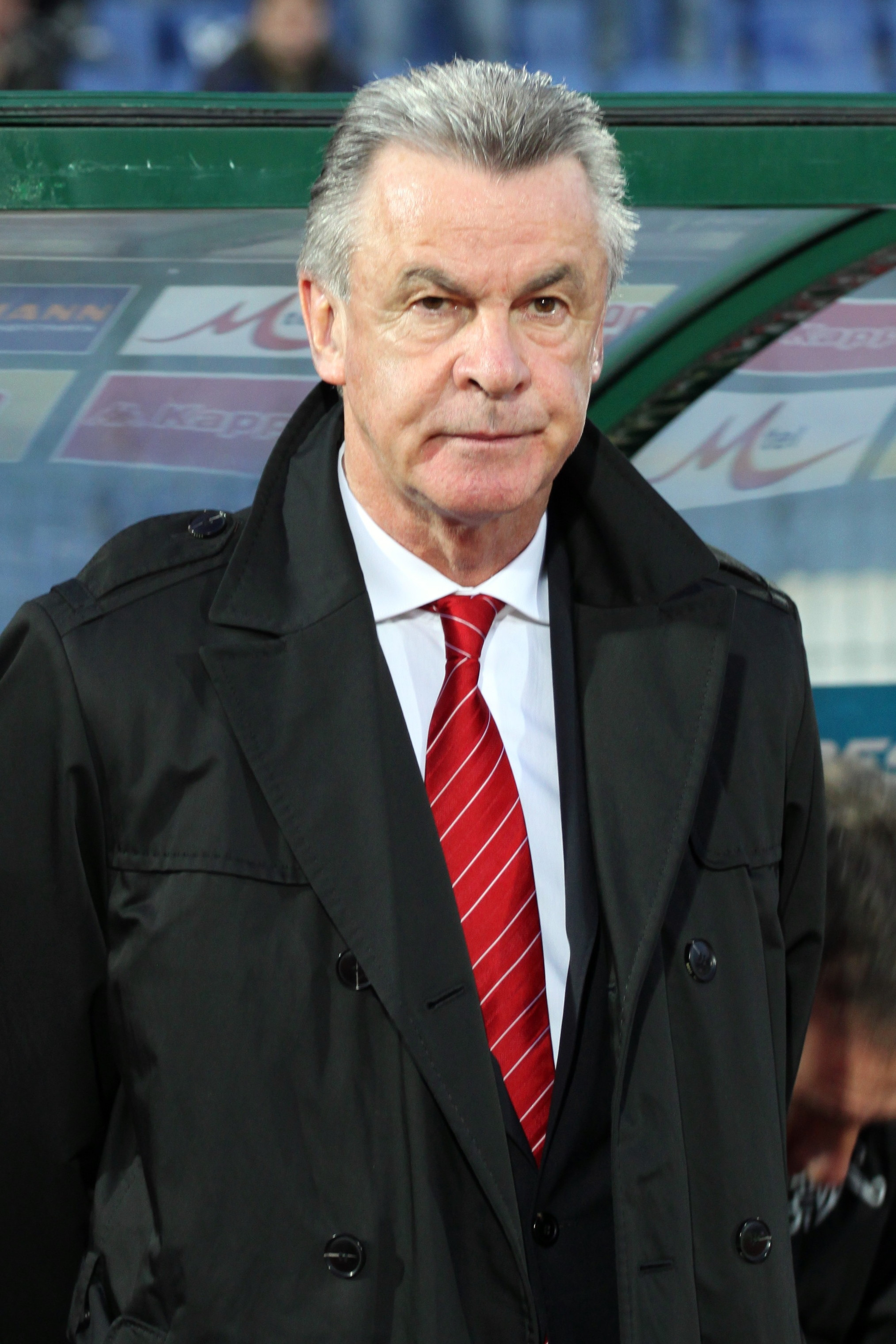
Ottmar Hitzfeld, che ha vinto per sette volte la Bundesliga da allenatore.

Una nuova squadra ottiene ora i suoi primi successi in Bundesliga, il Borussia Dortmund di Ottmar Hitzfeld, che vince il titolo nel 1995 e nel 1996, anno in cui Matthias Sammer conquista il Pallone d'oro. I giallo-neri diventano poi la terza squadra tedesca a vincere il massimo trofeo continentale: a Monaco di Baviera battono la Juventus per 3-1 e conquistano così la Champions League 1996-1997. Non è comunque la prima volta che le due squadre si incontrano in una finale europea: era già successo nella Coppa UEFA 1992-1993, ma in quell'occasione erano stati i bianco-neri a sollevare il trofeo, vincendo tra l'altro il doppio confronto con il maggior scarto di sempre, 6-1.
Hitzfeld lascia dopo il titolo continentale, e il Borussia, questa volta con Nevio Scala in panchina, vince la Coppa Intercontinentale a Tokyo, dopo aver qui sconfitto il Cruzeiro per 2-0. Intanto il Bayern Monaco torna al successo in patria, conquistando il campionato sotto la guida di Giovanni Trapattoni; è sempre di questo periodo la conquista della Coppa UEFA 1995-1996, ottenuta sconfiggendo in finale il Bordeaux; questo successo è particolarmente importante per i bavaresi, che in questo modo conquistano tutte le tre principali competizioni UEFA per club. In seguito anche lo Schalke 04 vince lo stesso trofeo nel 1997, avendo la meglio sull'Inter nell'ultimo atto. Il campionato 1997-1998 viene poi vinto per la prima volta da una neopromossa, il Kaiserslautern di Rehhagel, che era retrocesso per la prima volta solo due anni prima insieme a un'altra squadra fino ad allora sempre presente, l'Eintracht Francoforte; retrocede adesso il Colonia, così da ora in avanti l'Amburgo rimane l'unico club ad aver disputato tutte le edizioni del torneo. La squadra amburghese conserverà questo primato fino alla stagione 2017-18, quando retrocederà per la prima volta nella sua storia in Zweite Bundesliga. Di questa stagione rimarrà comunque celebre anche una conferenza stampa tenuta da Trapattoni, in cui l'allenatore italiano accusa alcuni suoi calciatori di scarso impegno e di mancanza di professionalità.

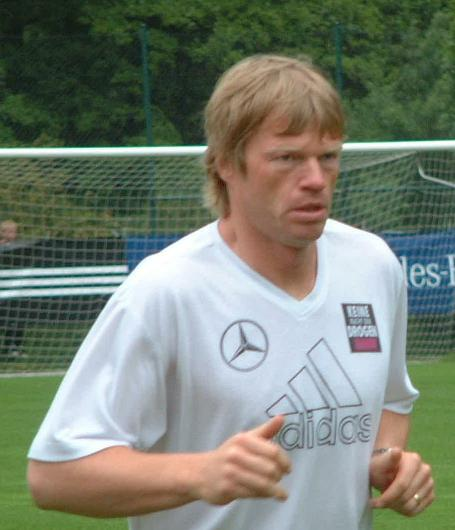
Oliver Kahn, vincitore per otto volte in Bundesliga, sempre difendendo la porta del.

Inizia ora un nuovo ciclo di vittorie del Bayern, sulla cui panchina viene chiamato Hitzfeld. I bavaresi conquistano infatti tre titoli consecutivi, ottenendo l'ultimo di questi, quello del 2001, in maniera rocambolesca: i campioni in carica sono avanti di tre punti sullo Schalke 04, che vanta però una miglior differenza reti. Al Bayern manca quindi solo un punto per vincere il campionato, ma le cose non sembrano andare per il verso giusto per i Rossi: i rivali hanno appena battuto l'Unterhaching, mentre nel loro incontro, che non è ancora terminato l'Amburgo sta vincendo per 1-0. In pieno recupero viene però assegnato al Bayern un calcio di punizione indiretto, ed è Patrik Andersson a segnare il gol che vale il diciassettesimo titolo. Arriva anche la Champions League, conquistata a Milano contro il Valencia dopo i calci di rigore; la squadra aveva disputato la finale anche nell'edizione 1998-1999, ma a Barcellona il trofeo era stato conquistato dal Manchester United, capace di segnare due reti a tempo scaduto. Nell'edizione 2001-2002 ritorna invece al successo il Borussia Dortmund, che riesce a rimontare quattro punti in altrettante giornate al Bayer Leverkusen; queste due squadre arrivano anche a una finale europea, pur venendo entrambe sconfitte: i giallo-neri in Coppa UEFA, mentre i rivali in Champions League. Particolare è comunque la stagione per i rossoneri, che vengono anche battuti nella finale della Coppa nazionale; in questo modo vanno vicini a conquistare tutte le competizioni in cui partecipano, ma non ottengono vittorie.

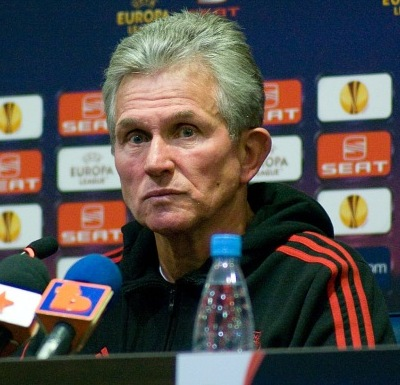
Jupp Heynckes, vincitore del titolo sia come giocatore che come allenatore.

Il Bayern conquista il titolo nel 2003 e nel 2008 sempre guidato da Hitzfeld, e vince anche, questa volta con Felix Magath in panchina, nel 2005 e nel 2006; c'è gloria anche per il Werder Brema di Thomas Schaaf, che vince il titolo nel 2004, e per lo Stoccarda di Armin Veh, che ottiene lo stesso risultato nel 2007. In questo periodo le squadre tedesche non ottengono però grandi risultati a livello internazionale, arrivando a disputare al massimo la semifinale di Coppa UEFA; è poi il Werder a raggiungere una nuova finale europea, quella della Coppa UEFA 2008-2009, ma a Istanbul i bianco-verdi sono sconfitti dallo Šachtar, in quella che è l'ultima edizione della manifestazione con questo nome. Intanto in campionato il neopromosso Hoffenheim si era laureato campione d'inverno; la squadra manca il successo finale, ma il titolo va comunque a una squadra che mai in passato aveva raggiunto questo traguardo, il Wolfsburg di Magath.

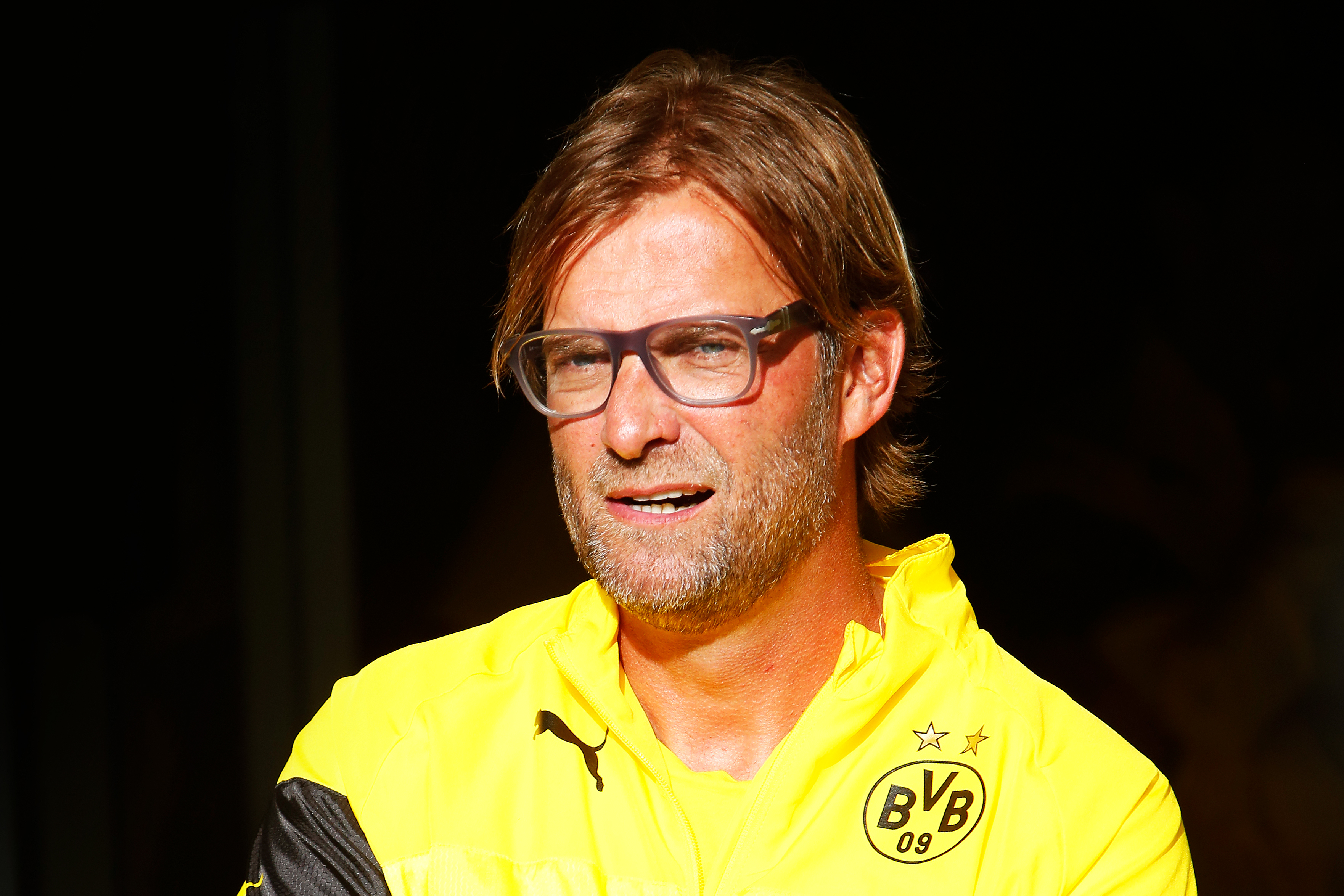
Jürgen Klopp nel 2014.

Nella stagione 2009-2010 si assiste a un nuovo cambio sulla panchina del Bayern, su cui ora c'è seduto Louis van Gaal. I bavaresi rimangono lontani dal vertice per tutto il girone di andata, ma comandano in quello di ritorno; vanno quindi a vincere il ventiduesimo titolo, e centrano anche il double. I successivi due campionati invece vengono vinti da una squadra che negli anni successivi sarà spesso la principale antagonista dei Rossi: il Borussia Dortmund di Jürgen Klopp. Sebbene Bayern e Borussia si contendano spesso in patria il campionato, la Coppa o la Supercoppa nazionale, probabilmente queste due squadre giocano la loro sfida più importante a Londra: si tratta della finale della Champions League 2012-2013. Il trofeo viene conquistato dai bavaresi, che sono guidati da Jupp Heynckes, e che con questa vittoria centrano anche il treble. Per la squadra si tratta comunque della terza finale di Champions in quattro anni, anche se le due precedenti erano terminate con altrettante sconfitte: a Madrid contro l'Inter nel 2010, e nello stadio di casa contro il Chelsea nel 2012.
Il Bayern vince poi la prima Supercoppa UEFA e la prima Coppa del mondo per club FIFA, ma ora in panchina c'è Josep Guardiola. Arriva anche la conquista del ventiquattresimo titolo a ben sette giornate dalla fine, evento che costituisce un record in Bundesliga, così come le diciannove vittorie consecutive ottenute sempre in questa stagione. Il Bayern conquista poi il venticinquesimo titolo nella stagione successiva; qui, per il secondo anno di seguito, la permanenza nel massimo campionato tedesco dell'Amburgo, l'unica squadra ad aver disputato tutte le stagioni della Bundesliga, è a rischio, e viene conquistata solo vincendo lo spareggio promozione-retrocessione contro la terza classificata della Zweite Bundesliga: prima contro il Greuther Fürth (grazie alla regola dei gol fuori casa, dopo due pareggi), poi contro il Karlsruhe (dopo un pareggio in casa e una vittoria in trasferta ai supplementari). Nella stagione 2015-2016 si registra invece il quarto titolo consecutivo, impresa mai riuscita prima, dei Rossi bavaresi, che raggiungono la terza semifinale di fila in Champions League, ma anche la retrocessione dello Stoccarda, squadra che ritorna in seconda divisione a distanza di quarant'anni.
Nella stagione 2016-2017 e 2017-18 il Bayern conquista ancora due titoli (il primo con Carlo Ancelotti in panchina), ma da segnalare è la prima storica retrocessione dell'Amburgo che, fino ad allora, era rimasta l'unica squadra ad aver disputato tutte le stagioni della Bundesliga. Nelle stagioni 2018-19 e 2019-20 il Bayern Monaco prosegue il suo dominio, arrivando a otto titoli nazionali consecutivi. Con la vittoria di Coppa di Germania e Champions League nel 2020, la squadra bavarese, sotto la guida di Hans-Dieter Flick (subentrato a Niko Kovač a novembre 2019, dapprima in modo provvisorio e poi stabilmente) riesce a centrare il secondo treble della sua storia. Nella stagione 2019-20 il Werder Brema, che nel frattempo ha superato l'Amburgo per numero di stagioni disputate in Bundesliga, riesce a ottenere la salvezza solo dopo lo spareggio con l'Heidenheim, con due pareggi (0-0 in casa e 2-2 in trasferta), grazie alla regola dei gol fuori casa, e a rimanere la squadra con il maggior numero di stagioni disputate in Bundesliga dalla sua istituzione nel 1963-64. Nel 2020-21 il Bayern Monaco vince il nono titolo consecutivo, mentre retrocedono lo Schalke 04, con ben cinque giornate di anticipo, dopo una permanenza nella massima serie che durava dal 1991-1992 e il Werder Brema, salvatosi allo spareggio la stagione precedente, dopo una permanenza che in massima serie durava dal 1981-1982. Nella stagione 2021-2022 il Bayern Monaco vince il decimo campionato consecutivo, record per i maggiori campionati europei, e raggiunge il Werder Brema quale squadra con il maggior numero di stagioni disputate in Bundesliga, superandolo come numero totale di partite disputate in massima serie. Nella stagione 2022-2023 il Bayern Monaco prosegue la striscia di campionati consecutivi, arrivando ad undici, nonostante i problemi di spogliatoio, che a fine marzo 2023 portano al cambio di allenatore (da Nagelsmann a Tuchel, che a sua volta era stato esonerato dal Chelsea a settembre 2022), e di risultati: il titolo viene vinto per la migliore differenza reti rispetto al Borussia Dortmund, dato che le due squadre chiudono il campionato a pari punti. Nella stagione 2023-2024 il Bayer Leverkusen vince il campionato per la prima volta nella sua storia e senza sconfitte (prima squadra a riuscirci in Bundesliga), ponendo fine alla striscia di campionati consecutivi vinti dal Bayern Monaco, che nella stagione successiva, la 2024-2025, torna subito al successo.

## Partecipazioni per squadra
Sono 58 le squadre ad avere preso parte ai 63 campionati di Bundesliga disputati a partire dal 1963-64 fino alla stagione 2025-26. Dalla stagione 2018-19 non c'è più alcuna squadra ad aver partecipato a tutte le edizioni del campionatoː l'ultima squadra ad avere disputato tutti i campionati fino al 2017-18 è stata l'Amburgo. Le compagini più presenti, alla stagione 2025-2026, sono il Bayern Monaco e il Werder Brema.
In grassetto le squadre che prendono parte alla stagione 2025-26:
- 61 volte:  Bayern Monaco,  Werder Brema
- 59 volte:  Borussia Dortmund,  Stoccarda
- 58 volte:  Borussia M'gladbach
- 57 volte:  Eintracht Francoforte
- 56 volte:  Amburgo
- 54 volte:  Schalke 04
- 53 volte:  Colonia
- 47 volte:  Bayer Leverkusen
- 44 volte:  Kaiserslautern
- 40 volte:  Hertha Berlino
- 38 volte:  Bochum
- 33 volte:  Norimberga
- 30 volte:  Hannover 96
- 29 volte:  Wolfsburg
- 28 volte:  Duisburg
- 26 volte:  Friburgo
- 25 volte:  Fortuna Düsseldorf
- 23 volte:  Karlsruhe
- 21 volte:  Eintracht Braunschweig
- 20 volte:  Magonza,  Monaco 1860
- 19 volte:  Arminia Bielefeld
- 18 volte:  Hoffenheim
- 15 volte:  Augusta
- 14 volte:  Bayer Uerdingen
- 12 volte:  Hansa Rostock
- 10 volte:  RB Lipsia,  St. Pauli
- 7 volte:  Waldhof Mannheim,  Kickers Offenbach,  Rot-Weiss Essen,  Union Berlino
- 6 volte:  Energie Cottbus
- 5 volte:  Darmstadt,  Saarbrücken
- 4 volte:  Alemannia Aquisgrana,  Dinamo Dresda,  RW Oberhausen,  Wattenscheid 09
- 3 volte:  Borussia Neunkirchen,  Heidenheim,  Homburg,  Wuppertal
- 2 volte:  Greuther Fürth,  Ingolstadt 04,  Paderborn,  Kickers Stoccarda,  TeBe Berlino,  Unterhaching
- 1 volta:  Blau-Weiß Berlin,  Fortuna Colonia,  Holstein Kiel,  Preußen Münster,  Tasmania Berlino,  Ulma,  VfB Lipsia

## Squadre partecipanti
Vengono riportate le squadre militanti in Bundesliga nella stagione 2023-2024.
| Club                  | Stagione | Città                   | Stadio                         | Stagione 2022-2023            |
| --------------------- | -------- | ----------------------- | ------------------------------ | ----------------------------- |
| Augusta               | dettagli | Augusta                 | WWK Arena                      | 15º posto in Bundesliga       |
| Bayer Leverkusen      | dettagli | Leverkusen              | BayArena                       | 6º posto in Bundesliga        |
| Bayern Monaco         | dettagli | Monaco di Baviera       | Allianz Arena                  | Campione di Germania          |
| Bochum                | dettagli | Bochum                  | Vonovia Ruhrstadion            | 14º posto in Bundesliga       |
| Borussia Dortmund     | dettagli | Dortmund                | Signal Iduna Park              | 2º posto in Bundesliga        |
| Borussia M'gladbach   | dettagli | Mönchengladbach         | Stadion im Borussia-Park       | 10º posto in Bundesliga       |
| Colonia               | dettagli | Colonia                 | RheinEnergieStadion            | 11º posto in Bundesliga       |
| Darmstadt             | dettagli | Darmstadt               | Stadion am Böllenfalltor       | 2º posto in Zweite Bundesliga |
| Eintracht Francoforte | dettagli | Francoforte sul Meno    | Commerzbank-Arena              | 7º posto in Bundesliga        |
| Friburgo              | dettagli | Friburgo in Brisgovia   | Mage Solar Stadion             | 5º posto in Bundesliga        |
| Heidenheim            | dettagli | Heidenheim an der Brenz | Voith-Arena                    | 1º posto in Zweite Bundesliga |
| Hoffenheim            | dettagli | Sinsheim                | PreZero Arena                  | 12º posto in Bundesliga       |
| RB Lipsia             | dettagli | Lipsia                  | Red Bull Arena                 | 3º posto in Bundesliga        |
| Magonza               | dettagli | Magonza                 | Opel Arena                     | 9º posto in Bundesliga        |
| Stoccarda             | dettagli | Stoccarda               | Mercedes-Benz Arena            | 16º posto in Bundesliga       |
| Union Berlino         | dettagli | Berlino                 | Stadion An der Alten Försterei | 4º posto in Bundesliga        |
| Werder Brema          | dettagli | Brema                   | Weserstadion                   | 13º posto in Bundesliga       |
| Wolfsburg             | dettagli | Wolfsburg               | Volkswagen-Arena               | 8º posto in Bundesliga        |

## Albo d'oro
Viene riportato l'albo d'oro dell'intero campionato tedesco. Fra parentesi è indicato il numero di titoli conquistati.
- 1902-1903:  VfB Lipsia (1º)
- 1903-1904: Non assegnato
- 1904-1905:  Blau-Weiß Berlin (1º)
- 1905-1906:  VfB Lipsia (2º)
- 1906-1907:  Freiburger (1º)
- 1907-1908:  Viktoria Berlino (1º)
- 1908-1909:  KFC Phönix (1º)
- 1909-1910:  Karlsruher FV (1º)
- 1910-1911:  Viktoria Berlino (2º)
- 1911-1912:  Holstein Kiel (1º)
- 1912-1913:  VfB Lipsia (3º)
- 1913-1914:  Greuther Fürth (1º)
- 1915-1919: Non disputato
- 1919-1920:  Norimberga (1º)
- 1920-1921:  Norimberga (2º)
- 1921-1922: Non assegnato
- 1922-1923:  Amburgo (1º)
- 1923-1924:  Norimberga (3º)
- 1924-1925:  Norimberga (4º)
- 1925-1926:  Greuther Fürth (2º)
- 1926-1927:  Norimberga (5º)
- 1927-1928:  Amburgo (2º)
- 1928-1929:  Greuther Fürth (3º)
- 1929-1930:  Hertha Berlino (1º)
- 1930-1931:  Hertha Berlino (2º)
- 1931-1932:  Bayern Monaco (1º)
- 1932-1933:  Fortuna Düsseldorf (1º)
- 1933-1934:  Schalke 04 (1º)
- 1934-1935:  Schalke 04 (2º)
- 1935-1936:  Norimberga (6º)
- 1936-1937:  Schalke 04 (3º)
- 1937-1938:  Hannover 96 (1º)
- 1938-1939:  Schalke 04 (4º)
- 1939-1940:  Schalke 04 (5º)
- 1940-1941:  Rapid Vienna (1º)
- 1941-1942:  Schalke 04 (6º)
- 1942-1943:  Dresdner SC (1º)
- 1943-1944:  Dresdner SC (2º)
- 1945-1947: Non disputato
- 1947-1948:  Norimberga (7º)
- 1948-1949:  VfR Mannheim (1º)
- 1949-1950:  Stoccarda (1º)
- 1950-1951:  Kaiserslautern (1º)
- 1951-1952:  Stoccarda (2º)
- 1952-1953:  Kaiserslautern (2º)
- 1953-1954:  Hannover 96 (2º)
- 1954-1955:  Rot-Weiss Essen (1º)
- 1955-1956:  Borussia Dortmund (1º)
- 1956-1957:  Borussia Dortmund (2º)
- 1957-1958:  Schalke 04 (7º)
- 1958-1959:  Eintracht Francoforte (1º)
- 1959-1960:  Amburgo (3º)
- 1960-1961:  Norimberga (8º)
- 1961-1962:  Colonia (1º)
- 1962-1963:  Borussia Dortmund (3º)
- 1963-1964:  Colonia (2º)
- 1964-1965:  Werder Brema (1º)
- 1965-1966:  Monaco 1860 (1º)
- 1966-1967:  Eintracht Braunschweig (1º)
- 1967-1968:  Norimberga (9º)
- 1968-1969:  Bayern Monaco (2º)
- 1969-1970:  Borussia M'gladbach (1º)
- 1970-1971:  Borussia M'gladbach (2º)
- 1971-1972:  Bayern Monaco (3º)
- 1972-1973:  Bayern Monaco (4º)
- 1973-1974:  Bayern Monaco (5º)
- 1974-1975:  Borussia M'gladbach (3º)
- 1975-1976:  Borussia M'gladbach (4º)
- 1976-1977:  Borussia M'gladbach (5º)
- 1977-1978:  Colonia (3º)
- 1978-1979:  Amburgo (4º)
- 1979-1980:  Bayern Monaco (6º)
- 1980-1981:  Bayern Monaco (7º)
- 1981-1982:  Amburgo (5º)
- 1982-1983:  Amburgo (6º)
- 1983-1984:  Stoccarda (3º)
- 1984-1985:  Bayern Monaco (8º)
- 1985-1986:  Bayern Monaco (9º)
- 1986-1987:  Bayern Monaco (10º)
- 1987-1988:  Werder Brema (2º)
- 1988-1989:  Bayern Monaco (11º)
- 1989-1990:  Bayern Monaco (12º)
- 1990-1991:  Kaiserslautern (3º)
- 1991-1992:  Stoccarda (4º)
- 1992-1993:  Werder Brema (3º)
- 1993-1994:  Bayern Monaco (13º)
- 1994-1995:  Borussia Dortmund (4º)
- 1995-1996:  Borussia Dortmund (5º)
- 1996-1997:  Bayern Monaco (14º)
- 1997-1998:  Kaiserslautern (4º)
- 1998-1999:  Bayern Monaco (15º)
- 1999-2000:  Bayern Monaco (16º)
- 2000-2001:  Bayern Monaco (17º)
- 2001-2002:  Borussia Dortmund (6º)
- 2002-2003:  Bayern Monaco (18º)
- 2003-2004:  Werder Brema (4º)
- 2004-2005:  Bayern Monaco (19º)
- 2005-2006:  Bayern Monaco (20º)
- 2006-2007:  Stoccarda (5º)
- 2007-2008:  Bayern Monaco (21º)
- 2008-2009:  Wolfsburg (1º)
- 2009-2010:  Bayern Monaco (22º)
- 2010-2011:  Borussia Dortmund (7º)
- 2011-2012:  Borussia Dortmund (8º)
- 2012-2013:  Bayern Monaco (23º)
- 2013-2014:  Bayern Monaco (24º)
- 2014-2015:  Bayern Monaco (25º)
- 2015-2016:  Bayern Monaco (26º)
- 2016-2017:  Bayern Monaco (27º)
- 2017-2018:  Bayern Monaco (28º)
- 2018-2019:  Bayern Monaco (29º)
- 2019-2020:  Bayern Monaco (30º)
- 2020-2021:  Bayern Monaco (31º)
- 2021-2022:  Bayern Monaco (32º)
- 2022-2023:  Bayern Monaco (33º)
- 2023-2024:  Bayer Leverkusen (1º)
- 2024-2025:  Bayern Monaco (34º)

### Vittorie per squadra del campionato tedesco (dal 1902-1903)
| Squadra                | Vittorie | Stagioni |
| ---------------------- | -------- | --- |
| Bayern Monaco          | 34       | 1931-1932, 1968-1969, 1971-1972, 1972-1973, 1973-1974, 1979-1980, 1980-1981, 1984-1985, 1985-1986, 1986-1987, 1988-1989, 1989-1990, 1993-1994, 1996-1997, 1998-1999, 1999-2000, 2000-2001, 2002-2003, 2004-2005, 2005-2006, 2007-2008, 2009-2010, 2012-2013, 2013-2014, 2014-2015, 2015-2016, 2016-2017, 2017-2018, 2018-2019, 2019-2020, 2020-2021, 2021-2022, 2022-2023, 2024-2025 |
| Norimberga             | 9        | 1919-1920, 1920-1921, 1923-1924, 1924-1925, 1926-1927, 1935-1936, 1947-1948, 1960-1961, 1967-1968 |
| Borussia Dortmund      | 8        | 1955-1956, 1956-1957, 1962-1963, 1994-1995, 1995-1996, 2001-2002, 2010-2011, 2011-2012 |
| Schalke 04             | 7        | 1933-1934, 1934-1935, 1936-1937, 1938-1939, 1939-1940, 1941-1942, 1957-1958 |
| Amburgo                | 6        | 1922-1923, 1927-1928, 1959-1960, 1978-1979, 1981-1982, 1982-1983 |
| Stoccarda              | 5        | 1949-1950, 1951-1952, 1983-1984, 1991-1992, 2006-2007 |
| Borussia M'gladbach    | 5        | 1969-1970, 1970-1971, 1974-1975, 1975-1976, 1976-1977 |
| Kaiserslautern         | 4        | 1950-1951, 1952-1953, 1990-1991, 1997-1998 |
| Werder Brema           | 4        | 1964-1965, 1987-1988, 1992-1993, 2003-2004 |
| VfB Lipsia             | 3        | 1902-1903, 1905-1906, 1912-1913 |
| Greuther Fürth         | 3        | 1913-1914, 1925-1926, 1928-1929 |
| Colonia                | 3        | 1961-1962, 1963-1964, 1977-1978 |
| Viktoria Berlino       | 2        | 1907-1908, 1910-1911 |
| Hertha Berlino         | 2        | 1929-1930, 1930-1931 |
| Hannover 96            | 2        | 1937-1938, 1953-1954 |
| Dresdner SC            | 2        | 1942-1943, 1943-1944 |
| Blau-Weiß Berlin       | 1        | 1904-1905 |
| Freiburger             | 1        | 1906-1907 |
| Karlsruhe              | 1        | 1908-1909 |
| Karlsruher FV          | 1        | 1909-1910 |
| Holstein Kiel          | 1        | 1911-1912 |
| Fortuna Düsseldorf     | 1        | 1932-1933 |
| Rapid Vienna           | 1        | 1940-1941 |
| VfR Mannheim           | 1        | 1948-1949 |
| Rot-Weiss Essen        | 1        | 1954-1955 |
| Eintracht Francoforte  | 1        | 1958-1959 |
| Monaco 1860            | 1        | 1965-1966 |
| Eintracht Braunschweig | 1        | 1966-1967 |
| Wolfsburg              | 1        | 2008-2009 |
| Bayer Leverkusen       | 1        | 2023-2024 |

### Vittorie per squadra della Bundesliga (dal 1963-1964)
- 33 titoli:  Bayern Monaco
- 5 titoli:  Borussia M'gladbach,  Borussia Dortmund
- 4 titoli:  Werder Brema
- 3 titoli:  Amburgo,  Stoccarda
- 2 titoli:  Colonia,  Kaiserslautern
- 1 titolo:  Monaco 1860,  Eintracht Braunschweig,  Norimberga,  Wolfsburg,  Bayer Leverkusen

### Simboli
Nel 2004 la Deutsche Fußball Liga, che gestisce i primi due livelli della Fußball-Bundesliga, introdusse il Verdiente Meistervereine (letteralmente Riconoscimento per squadre vincitrici), concedendo alle squadre il diritto di fregiarsi di 1, 2, 3, 4 o 5 stelle a seconda che avessero vinto 3, 5, 10, 20 o 30 titoli nazionali dalla stagione 1963-1964 in avanti; sono invece esclusi dal computo tutti i campionati tedeschi antecedenti al 1963, nonché quelli della Germania Est.
Le società che possono fregiarsi di stelle sono:
- Bayern Monaco (1972-1973, 1979-1980, 1988-1989, 2007-2008, 2020-2021)
- Borussia M'gladbach (1974-1975, 1976-1977)
- Borussia Dortmund (2001-2002, 2011-2012)
- Amburgo (1982-1983)
- Werder Brema (1992-1993)
- Stoccarda (2006-2007)

La Dinamo Berlino, che oggi milita nella quarta serie, iniziò unilateralmente a indossare tre stelle a indicare i dieci titoli della Germania Est vinti; allora, nel novembre 2005, la Deutscher Fußball-Bund (la Federazione calcistica della Germania, che gestisce i campionati al di fuori della Bundesliga) decise di permettere ai vincitori di titoli che non giocano nelle prime due serie di indossare una sola stella con inscritto il numero di titoli vinti. Nel 2007 la Dinamo Berlino ha adottato la singola stella con il numero 10 inscritto.

## Statistiche e record
Vengono riportate le statistiche relative alla sola Bundesliga (istituita nella stagione 1963-1964).

### Generale
- Maggior numero di reti complessive in una stagione: 1097 (1983-1984)
- Minor numero di reti complessive in una stagione: 790 (1989-1990)
- Maggior vittoria:  Borussia M'gladbach -  Borussia Dortmund 12-0 (34º giornata 1977-1978)[9]
- Maggior vittoria esterna:  Tasmania Berlino -  Meidericher 0-9 (27º giornata 1965-1966)[19]
- Maggior numero di cartellini distribuiti: 98 (1994-1995)[20]

### Squadre
- Record di vittoria del campionato con turni di anticipo sulla fine: 7 ( Bayern Monaco, 2013-2014)
- Record di imbattibilità in campionato: 53 ( Bayern Monaco, tra il 2012-2013 e il 2013-2014)
- Record di campionati vinti consecutivamente: 11 ( Bayern Monaco (tra il 2012-2013 e il 2022-2023)
- Record di stagioni complessive in campionato: 61 ( Bayern Monaco) (tra il 1965-1966 e il 2025-2026), ( Werder Brema) (dal 1963-1964 al 1979-1980, dal 1981-1982 al 2020-2021 e dal 2022-2023)
- Record di stagioni consecutive in campionato: 61 ( Bayern Monaco (tra il 1965-1966 e il 2025-2026)
- Record di partite totali disputate in campionato: ( Bayern Monaco)

### Stagionali
- Maggior numero di punti ottenuti in una stagione: 91 ( Bayern Monaco, 2012-2013)
- Maggior numero di vittorie consecutive a inizio campionato: 10 ( Bayern Monaco, 2015-2016)
- Maggior numero di vittorie consecutive in un campionato: 19 ( Bayern Monaco, 2013-2014)
- Maggior numero di vittorie: 29 ( Bayern Monaco, 2012-2013 e 2013-2014)
- Minor numero di sconfitte: 0 ( Bayer Leverkusen, 2023-2024)
- Miglior attacco: 101 gol ( Bayern Monaco, 1971-1972)
- Miglior difesa: 17 gol ( Bayern Monaco, 2015-2016)
- Miglior differenza reti: +80 ( Bayern Monaco, 2012-2013)
- Maggior numero di pareggi: 18 ( Colonia, 1991-1992,  Kaiserslautern 1995-1996)
- Minor numero di pareggi: 2 ( Eintracht Francoforte 1979-1980,  Norimberga 1983-1984,  Eintracht Braunschweig 1984-1985,  Hertha Berlino 2000-2001)
- Minor numero di vittorie: 2 ( Tasmania Berlino 1965-1966,  Wuppertal 1974-1975)
- Maggior numero di sconfitte: 28 ( Tasmania Berlino, 1965-1966)
- Peggior attacco: 15 gol ( Tasmania Berlino, 1965-1966)
- Peggior difesa: 108 gol ( Tasmania Berlino, 1965-1966)
- Peggior differenza reti: -93 ( Tasmania Berlino, 1965-1966)

### Giocatori
- Maggior numero di titoli: 13 ( Thomas Müller)
- Maggior numero di gol segnati in una stagione: 41  Robert Lewandowski,  Bayern Monaco, 2020-2021)
- Maggior numero di gol segnati in una partita: 6 ( Dieter Müller,  Colonia, 3º giornata 1977-1978 in  Colonia -  Werder Brema 7-2)[10][11]
- Maggior numero di volte capocannoniere: 7 ( Gerd Müller,  Bayern Monaco), ( Robert Lewandowski,  Borussia Dortmund (1),  Bayern Monaco (6))
- Maggior numero di rigori segnati: 53 ( Manfred Kaltz,  Amburgo)[21]
- Maggior numero di gol segnati da un portiere: 26 ( Hans-Jörg Butt,  Amburgo e  Bayer Leverkusen)[22]

#### Presenze
| Pos. | Giocatore         | Presenze | Periodo             | Squadre                                                        |
| ---- | ----------------- | -------- | ------------------- | -------------------------------------------------------------- |
| 1    | Karl-Heinz Körbel | 602      | 1972-1991           | Eintracht Francoforte                                          |
| 2    | Manfred Kaltz     | 581      | 1971-1991           | Amburgo                                                        |
| 3    | Oliver Kahn       | 557      | 1987-2008           | Karlsruhe Bayern Monaco                                        |
| 4    | Klaus Fichtel     | 552      | 1965-1988           | Schalke 04 Werder Brema                                        |
| 5    | Miroslav Votava   | 546      | 1976-1982 1985-1997 | Borussia Dortmund Werder Brema                                 |
| 6    | Klaus Fischer     | 535      | 1968-1988           | Monaco 1860 Schalke 04 Colonia Bochum                          |
| 7    | Eike Immel        | 534      | 1978-1995           | Borussia Dortmund Stoccarda                                    |
| 8    | Willi Neuberger   | 520      | 1966-1983           | Borussia Dortmund Werder Brema Wuppertal Eintracht Francoforte |
| 9    | Michael Lameck    | 518      | 1972-1988           | Bochum                                                         |
| 10   | Manuel Neuer      | 512      | 2006-               | Schalke 04 Bayern Monaco                                       |
| 10   | Uli Stein         | 512      | 1978-1997           | Arminia Bielefeld Amburgo Eintracht Francoforte                |

#### Marcature
| Pos. | Giocatore           | Gol | Periodo             | Squadre                                                 |
| ---- | ------------------- | --- | ------------------- | ------------------------------------------------------- |
| 1    | Gerd Müller         | 365 | 1965-1979           | Bayern Monaco                                           |
| 2    | Robert Lewandowski  | 312 | 2010-2022           | Borussia Dortmund Bayern Monaco                         |
| 3    | Klaus Fischer       | 268 | 1968-1988           | Monaco 1860 Schalke 04 Colonia Bochum                   |
| 4    | Jupp Heynckes       | 220 | 1965-1978           | Borussia M'gladbach Hannover 96                         |
| 5    | Manfred Burgsmüller | 213 | 1969-1990           | Rot-Weiss Essen Borussia Dortmund Werder Brema          |
| 6    | Claudio Pizarro     | 197 | 1999-2007 2008-2020 | Werder Brema Bayern Monaco Colonia                      |
| 7    | Ulf Kirsten         | 181 | 1990-2003           | Bayer Leverkusen                                        |
| 8    | Stefan Kuntz        | 179 | 1983-1995 1996-1999 | Bochum Bayer Uerdingen Kaiserslautern Arminia Bielefeld |
| 9    | Dieter Müller       | 177 | 1973-1982 1985-1986 | Kickers Offenbach Colonia Stoccarda Saarbrücken         |
|      | Klaus Allofs        | 177 | 1975-1987 1990-1993 | Fortuna Düsseldorf Colonia Werder Brema                 |

### Allenatori
- Maggior numero di titoli conquistati: 8 (Udo Lattek, 6  Bayern Monaco e 2  Borussia M'gladbach)

#### Numero di panchine
| Pos. | Allenatore        | Panchine | Titoli                                     |
| ---- | ----------------- | -------- | ------------------------------------------ |
| 1    | Otto Rehhagel     | 832      | 3 (2 Werder Brema, 1 Kaiserslautern)       |
| 2    | Jupp Heynckes     | 642      | 4 ( Bayern Monaco)                         |
| 3    | Erich Ribbeck     | 569      |                                            |
| 4    | Udo Lattek        | 522      | 8 (6 Bayern Monaco, 2 Borussia M'gladbach) |
| 5    | Thomas Schaaf     | 509      | 1 ( Werder Brema)                          |
| 6    | Felix Magath      | 495      | 3 (2 Bayern Monaco, 1 Wolfsburg)           |
| 7    | Hennes Weisweiler | 470      | 4 (3 Borussia M'gladbach, 1 Colonia)       |
| 8    | Ottmar Hitzfeld   | 461      | 7 (5 Bayern Monaco, 2 Borussia Dortmund)   |
| 9    | Friedhelm Funkel  | 459      |                                            |
| 10   | Christoph Daum    | 426      | 1 ( Stoccarda)                             |

### Annotazioni
1. ↑  Dal 1963 la massima divisione del campionato tedesco è rappresentata dalla Bundesliga.
2. ↑  62 se si considerano solo le edizioni della Bundesliga.
3. ↑  33 se si considerano solo le edizioni della Bundesliga.

### Fonti
1. 1 2  (DE) Panoramica dei club 2022-2023, su bundesliga.com, 10 luglio 2023.
2. ↑  (EN) kassiesa.net,  https://kassiesa.net/uefa/data/method5/crank2024.html.
3. 1 2 3  (EN) The Tumultuous Origins of the Bundesliga, in bundesligafanatic.com. URL consultato il 23 aprile 2015.
4. ↑  (EN) Timo Konietzka e il gol perduto che inaugurò la Bundesliga, in sport.sky.it. URL consultato il 25 aprile 2015 (archiviato dall'url originale il 4 marzo 2016).
5. ↑  (EN) Tasmania Berlin: la miglior pessima annata, in lacrimediborghetti.com. URL consultato il 25 aprile 2015 (archiviato dall'url originale il 30 maggio 2015).
6. 1 2   Calcio Punito - The Greatest Foot'n'Ball Swindles : Bundesliga 1971, in tonyface.blogspot.it/. URL consultato il 18 dicembre 2014.
7. ↑  (DE) Die Spielstatistik Borussia Mönchengladbach - Inter Mailand, in fussballdaten.de. URL consultato il 4 maggio 2015.
8. ↑   1975 - Bayern Monaco, in gazzetta.it. URL consultato il 25 agosto 2014.
9. 1 2  (DE) Borussia Mönchengladbach-Borussia Dortmund, in fussballdaten.de. URL consultato il 23 settembre 2015.
10. 1 2  (DE) Die Spielstatistik 1. FC Köln - SV Werder Bremen, in fussballdaten.de. URL consultato il 27 aprile 2015.
11. 1 2   Più gol segnati da un giocatore in una partita, in calcio.com. URL consultato il 27 aprile 2015 (archiviato dall'url originale il 14 aprile 2015).
12. ↑   Il momento magico di Madjer, in it.uefa.com. URL consultato il 12 settembre 2014.
13. ↑   Trapattoni che parla tedesco..., in viaggio-in-germania.de. URL consultato il 4 settembre 2014.
14. ↑   Bayern, Amburgo, Meisterschale… Di nuovo?, in it.eurosport.yahoo.com. URL consultato il 24 ottobre 2014.
15. ↑  (DE) Stuttgart holt ersten Stern, su bundesliga.de, Bundesliga, 19 maggio 2007. URL consultato il 6 maggio 2008 (archiviato dall'url originale il 21 maggio 2007).
16. ↑   John Kluempers, East Germany's Star Quality in Question, su dw-world.de, 13 maggio 2005. URL consultato il 6 maggio 2008.
17. ↑  DFB clothing instructions, page 54 Archiviato l'8 aprile 2008 in Internet Archive. (DE)
18. ↑  (EN) History stats, in bundesliga.com. URL consultato il 27 aprile 2015 (archiviato dall'url originale il 2 maggio 2015).
19. ↑  (DE) Die Spielstatistik SV Tasmania Gropiusstadt 73 - MSV Duisburg, in fussballdaten.de. URL consultato il 27 aprile 2015 (archiviato dall'url originale il 3 giugno 2015).
20. ↑  (DE)  Platzverweise in der Fußball-Bundesliga pro Saison seit 1963
21. ↑   Autori di calci di rigore di sempre, in calcio.com. URL consultato il 27 aprile 2015 (archiviato dall'url originale il 14 giugno 2015).
22. ↑   Da Sentimenti IV a Rogerio Ceni: i 16 portieri goleador, in it.eurosport.yahoo.com. URL consultato il 27 aprile 2015.
23. ↑  Classifica delle presenze in Bundesliga, dall'archivio RSSSF
24. ↑  Statistics - Most-capped players Archiviato il 3 marzo 2013 in Internet Archive. su dfb.de
25. ↑  Classifica cannonieri della Bundesliga, dall'archivio RSSSF
26. ↑  Statistics - Record top scorers Archiviato l'8 giugno 2011 in Internet Archive. su dfb.de
27. ↑  (EN) Head Coach, in bundesliga.com. URL consultato il 27 aprile 2015 (archiviato dall'url originale il 2 maggio 2015).